# 菲氏隆背褐鱈
菲氏隆背褐鱈，為輻鰭魚綱鱈形目稚鱈科的其中一種，分布於中東太平洋墨西哥海域，為深海魚類，深度666-2600公尺，體長可達11公分，棲息在底中層水域，生活習性不明。